# Bee Ridge
Bee Ridge és una concentració de població designada pel cens dels Estats Units a l'estat de Florida. Segons el cens del 2000 tenia 8.744 habitants.

## Demografia
Segons el cens del 2000, Bee Ridge tenia 8.744 habitants, 3.905 habitatges, i 2.456 famílies. La densitat de població era de 863,4 habitants per km².
Dels 3.905 habitatges en un 21,7% hi vivien nens de menys de 18 anys, en un 53,5% hi vivien parelles casades, en un 7,6% dones solteres, i en un 37,1% no eren unitats familiars. En el 32,1% dels habitatges hi vivien persones soles el 22,2% de les quals corresponia a persones de 65 anys o més que vivien soles. El nombre mitjà de persones vivint en cada habitatge era de 2,18 i el nombre mitjà de persones que vivien en cada família era de 2,73.
Per edats la població es repartia de la següent manera: un 18,5% tenia menys de 18 anys, un 3,9% entre 18 i 24, un 19,3% entre 25 i 44, un 25% de 45 a 60 i un 33,4% 65 anys o més.
L'edat mediana era de 51 anys. Per cada 100 dones de 18 o més anys hi havia 75,6 homes.
La renda mediana per habitatge era de 47.200 $ i la renda mediana per família de 56.386 $. Els homes tenien una renda mediana de 36.215 $ mentre que les dones 25.981 $. La renda per capita de la població era de 26.716 $. Entorn del 3,4% de les famílies i el 5,5% de la població estaven per davall del llindar de pobresa.

## Poblacions més properes
El següent diagrama mostra les poblacions més properes.